# Bogdana, Vaslui
Bogdana este satul de reședință al comunei cu același nume din județul Vaslui, Moldova, România.

## Așezare
Este așezată în partea central-vestică a județului Vaslui, pe DJ 245A, la distanță de 24 Km de municipiul Vaslui și la 64 Km de municipiul Bârlad.

## Istoric
Cea mai veche dovadă scrisă despre existența acestui sat este uricul lui Ștefan cel Mare din 1468 (II, 6). Satul Bogdana, se numea odinioară Svâștelești. A luat numele de la familia Zvâștală, când s-au împărțit moșiile între Toader Zvâștală și cele trei surori ale acestuia, Stana, Marina și Marușca. Aceștia s-au învoit ca Toader să ia satul Zvâștelești, iar surorile, satul Șerbănești, ambele de-a lungul pârâului Bogdana. Satul Svâșteleștii a purtat denumirea asta pâna în a doua jumătate a secolului 17. De atunci, din anul 1671, Svâștelești s-a înlocuit în decurs de mai bine de un secol cu Bogdana, împrumutat de la pârâul cu același nume.
Viața religioasă este reprezentată de cele două biserici ortodoxe. Biserica Sfântul Nicolae din Bogdana de Jos, realizată mai întâi din lemn de către răzeșul Costantin Budacu între anii 1680-1700, a fost reconstruită din paiante și vălătuci în 1818. Clopotnița din lemn a fost construită în 1886. Biserica Sfinții Trei Ierarhi din Bogdana de Sus, este construită din paiante și vălătuci de către clucerul Vasile Chicoș în anul 1829.

## Demografie
Populația localității la recensământul din anul 2011 număra 568 locuitori.

## Galerie de imagini

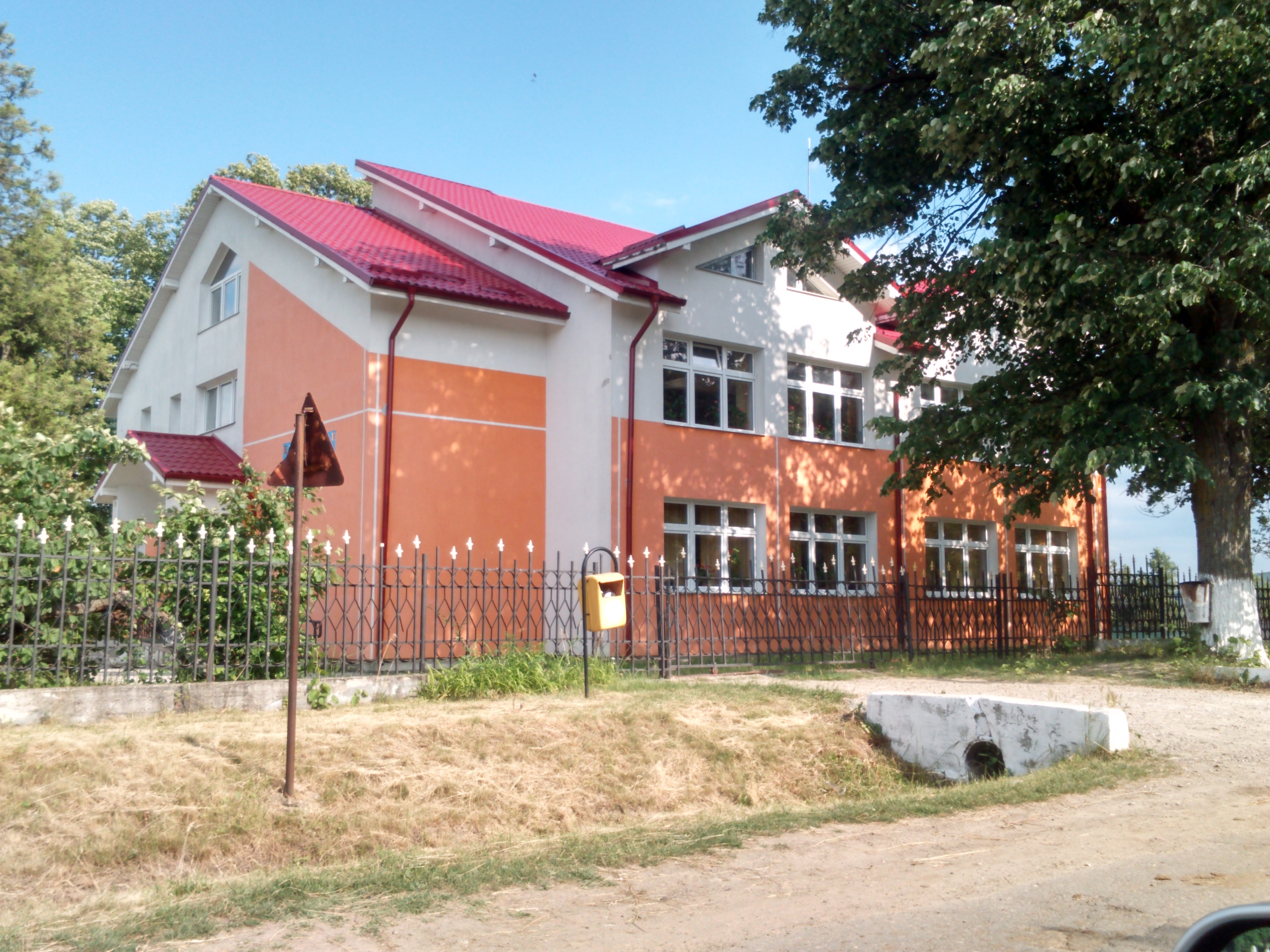
Școala Gimnazială
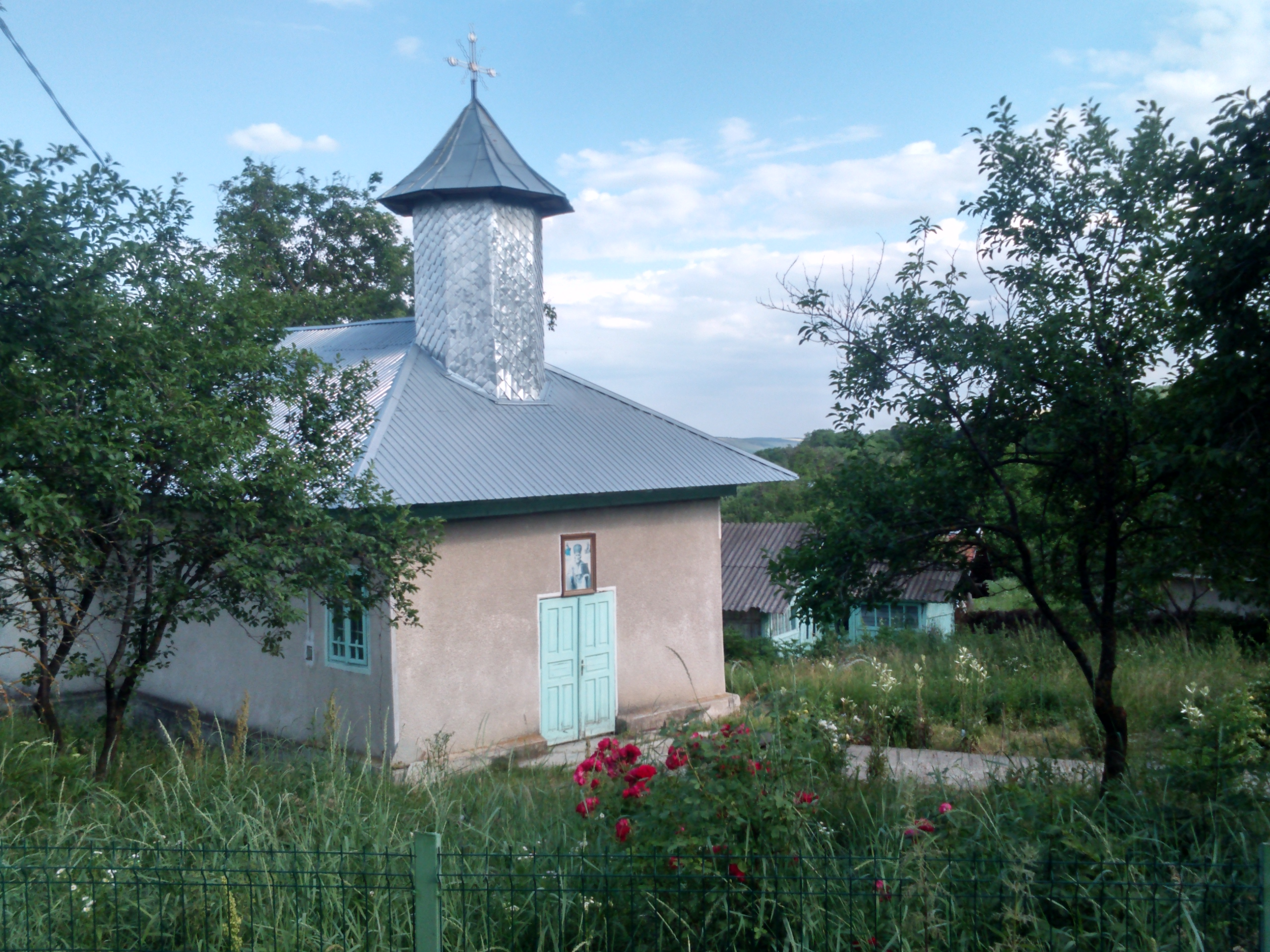
Biserica Ortodoxă Sfântul Nicolae
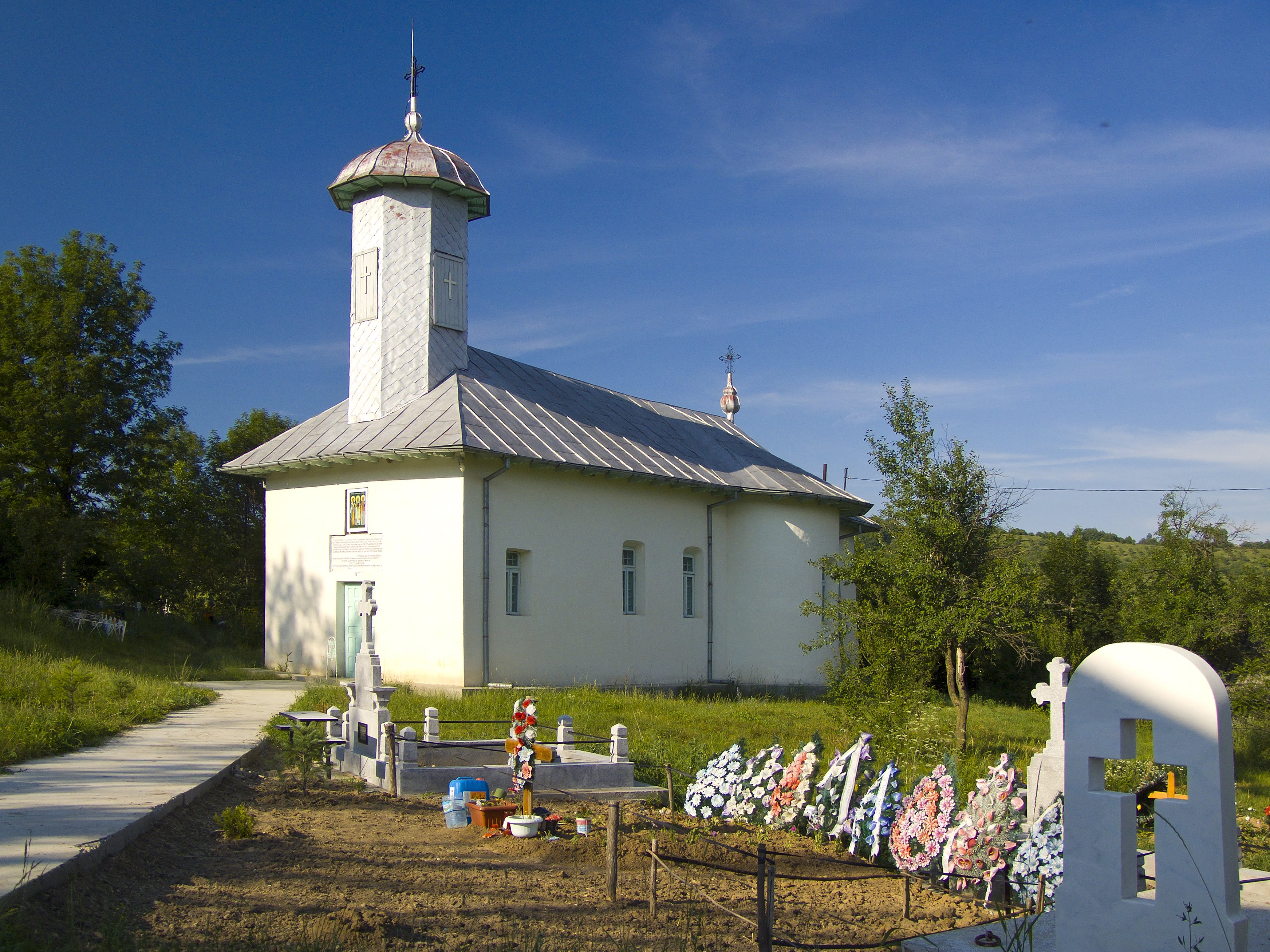
Biserica Ortodoxă Sfinții Trei Ierarhi
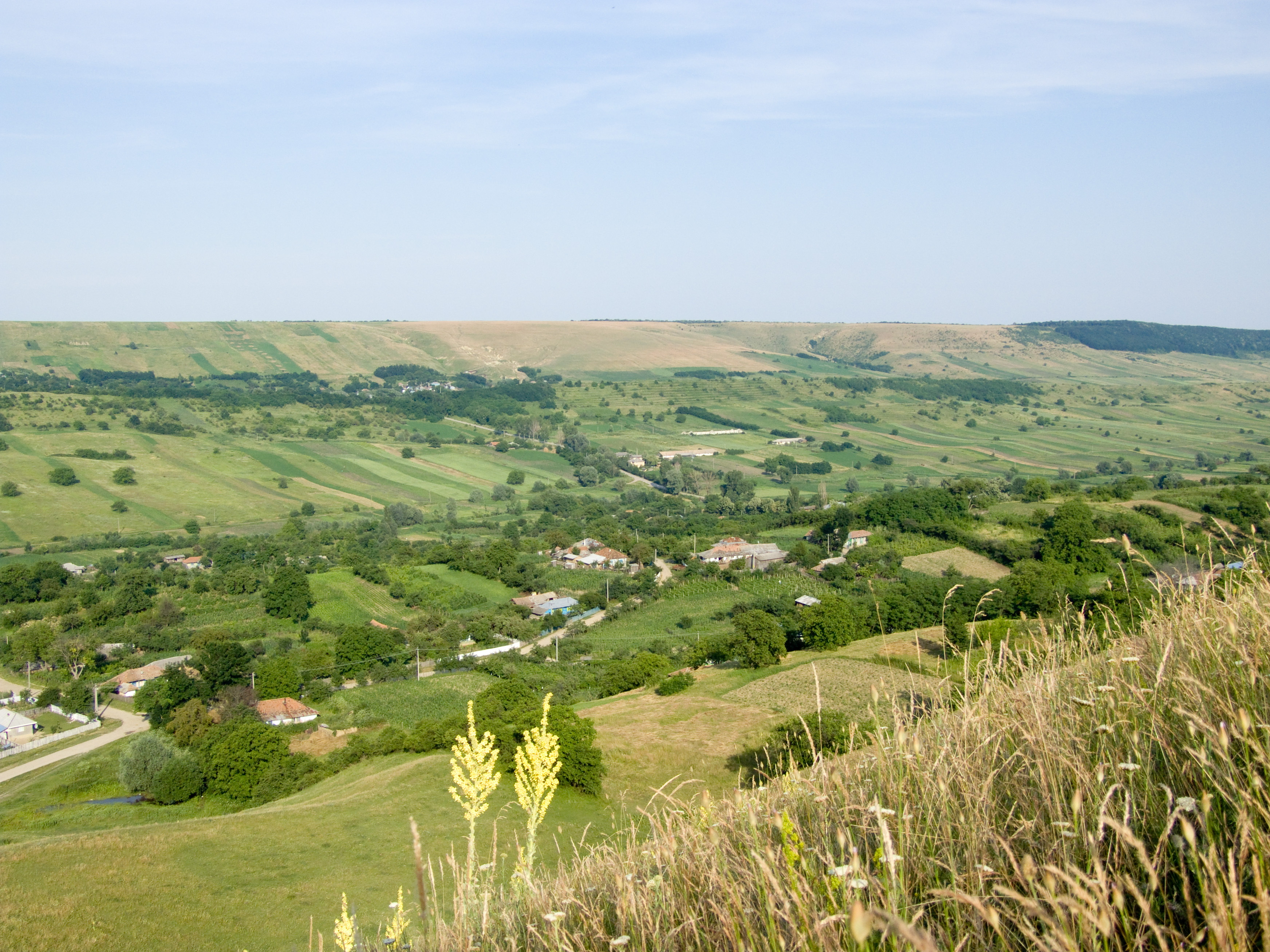
Bogdana văzută de la înălțime